# Сусень (Арджеш)
Сусень, Сусені (рум. Suseni) — село у повіті Арджеш в Румунії. Входить до складу комуни Сусень.
Село розташоване на відстані 95 км на захід від Бухареста, 18 км на південний схід від Пітешть, 100 км на північний схід від Крайови, 116 км на південний захід від Брашова.

## Населення
За даними перепису населення 2002 року у селі проживали 528 осіб, з них 526 осіб (99,6%) румунів. Рідною мовою 527 осіб (99,8%) назвали румунську.